# Hidrojet

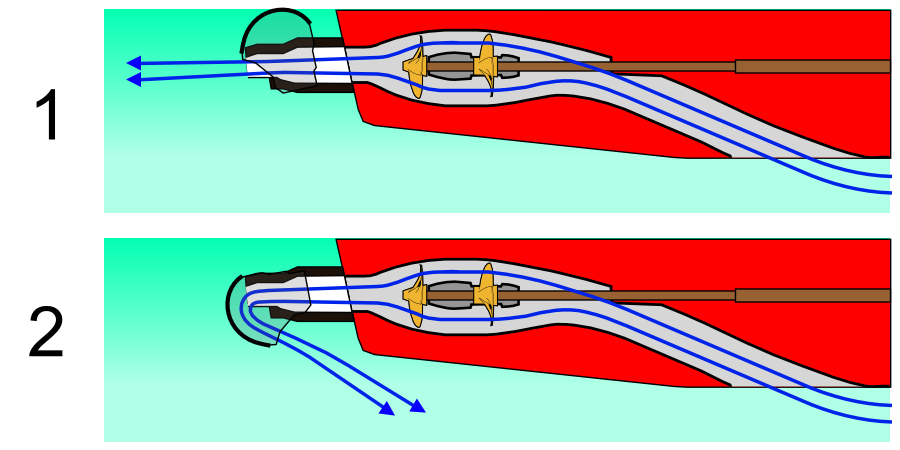
Esta imagen ilustra el funcionamiento del deflector de marcha atrás. 1: empuje hacia adelante, deflector desactivado 2: Inversión de empuje, el deflector desvía el flujo de empuje hacia atrás

Un hidrojet o chorro de agua, es un sistema propulsión náutica mediante un chorro de agua. La disposición mecánica puede ser una hélice en el interior de un conducto con una tobera a la salida del mismo, o una bomba centrífuga y la tobera. 

## Historia
En 1866, en Gran Bretaña se botó el HMS Waterwitch un buque experimental, que estaba equipado con un sistema de propulsión a chorro de agua. En 1895 en Alemania la cadena vapores Gustav Zeuner se equipó con un sistema de propulsión a chorro de agua. También disponía un inversor de empuje. El inventor italiano Secondo Campini mostró el primer desarrollo del hombre de un motor hidrojet en Venecia en 1931. Pero nunca solicitó una patente y el dispositivo sufrió problemas de material resultando en una corta vida por lo que nunca se convirtió en un producto comercial. Fue el inventor Sir William Hamilton en 1954 en Nueva Zelanda quién consiguió un producto práctico.
Inicialmente los hidrojets solían limitarse a los buques de recreo de alta velocidad (como motos de agua y embarcaciones acuáticas ) y otras embarcaciones pequeñas. Pero por su velocidad están ganando popularidad en grandes embarcaciones, especialmente en buques militares y transbordadores. En estas embarcaciones más grandes pueden ser movidas por motores diésel o turbinas de gas. Se pueden conseguir velocidades de hasta 40 nudos con estos propulsores, incluso con un casco convencional.
Otra ventaja importante de los buques propulsados con hidrojet es la maniobrabilidad. Los buques impulsados por hidrojet son muy maniobrables. Ejemplos de los buques que utilizan hidrojet son los transbordadores rápidos Stena HSS y las lancha militar de patrulla rápida Dvora Mk-III de Israel, la clase HAMINA de buque porta misiles de Finlandia, de Estados Unidos los Buques de Combate Litoral [LCS].

## Funcionamiento

Diversas maniobras con los hidrojet

Un hidrojet funciona por tener una alimentación (por lo general en la parte inferior del casco) que permite que el agua llegue hasta los motores. El agua entra en la bomba a través de esta entrada. La bomba puede ser: una centrífuga para altas velocidades, un inductor para bajas velocidades, o una bomba de flujo axial para velocidades medias. La presión de agua dentro de la entrada se incrementa por la bomba y es forzada hacia atrás a través de una tobera. Con el uso de un deflector de marcha atrás , se puede conseguir la inversión del empuje e ir hacia atrás, de forma rápida y sin la necesidad de cambiar de engranajes o ajustar el empuje del motor. Los deflectores también se pueden utilizar para ayudar a disminuir el espacio recorrido hasta detenerse. Esta característica es la principal razón por la que los hidrojet son tan maniobrables.
La tobera también proporciona la dirección de las bombas de los jets. Placas, similares a los timones, se pueden unir a la tobera con el fin de redirigir el flujo de agua a babor o estribor. En cierto sentido, es similar a los principios del empuje vectorial que se utiliza en aviones militares de propulsión a chorro. Esto proporciona a los buques con propulsión con hidrojet una mayor agilidad en el mar. Otra ventaja es que cuando se invierte la marcha, no se invierte el gobierno del timón, en oposición a accionados por hélice.
El hidrojet sufre el efecto Coandă, esto se debe tener en cuenta cuando se hacen cambios en la dirección. Las necesidades que se dirigían a ajustar dos grados más allá de lo que normalmente se requiere debido a este efecto.

## Ventajas
Los chorros de la bomba tienen algunas ventajas sobre las hélices desnudas para ciertas aplicaciones, generalmente relacionadas con requisitos de alta velocidad u operaciones de poco calado. Estos incluyen:
- Una velocidad más alta antes de la aparición de la cavitación , debido a la elevada presión interna estática
- Alta densidad de potencia (con respecto al volumen) de tanto del propulsor como del motor primario (debido a que se puede utilizar una unidad más pequeña de mayor velocidad).
- Protección del elemento giratorio, haciendo la operación más segura alrededor de los nadadores y la vida acuática.
- Mejora la operación en aguas poco profundas , porque solo la entrada necesita estar sumergida.
- El aumento de la capacidad de maniobra, mediante la adición de una tobera orientable para crear empuje vectorial.

## Desventajas
- Puede ser menos eficiente que una hélice a baja velocidad.
- Más complejo que un sistema convencional, y por tanto más caro.
- Mayor peso en el barco a causa del agua que circula por la tubería.
- Perdidas por fricción en la tubería.
- La rejilla de entrada puede taparse con residuos, por ejemplo, las algas marinas.
- También es posible que al invertir la dirección del chorro la potencia del mismo dirigida hacia abajo puede erosionar el fondo marino causando problemas ambientales.

## Curiosidades biológicas
En el período geológico conocido Ordovícico aparecieron los primeros cefalópodos que incorporan un sistema de desplazamiento mediante un chorro de agua orientable.